# Jens Fiedler (piragüista)
Jens Fiedler (Eisenhüttenstadt, RDA, 16 de julio de 1965) es un deportista de la RDA que compitió en piragüismo en la modalidad de aguas tranquilas. Ganó dos medallas en el Campeonato Mundial de Piragüismo de 1986.

## Palmarés internacional
| Campeonato Mundial | Campeonato Mundial | Campeonato Mundial | Campeonato Mundial |
| Año                | Lugar              | Medalla            | Evento             |
| ------------------ | ------------------ | ------------------ | ------------------ |
| 1986               | Montreal (Canadá)  | Medalla de oro     | K4 500 m           |
| 1986               | Montreal (Canadá)  | Medalla de plata   | K4 1000 m          |